# Schwertberg
Schwertberg ist eine Marktgemeinde in Oberösterreich mit 5476 Einwohnern (Stand 1. Jänner 2025). Der Ort liegt im Bezirk Perg im unteren Mühlviertel und etwa 20 km östlich der Landeshauptstadt Linz.

## Geografie

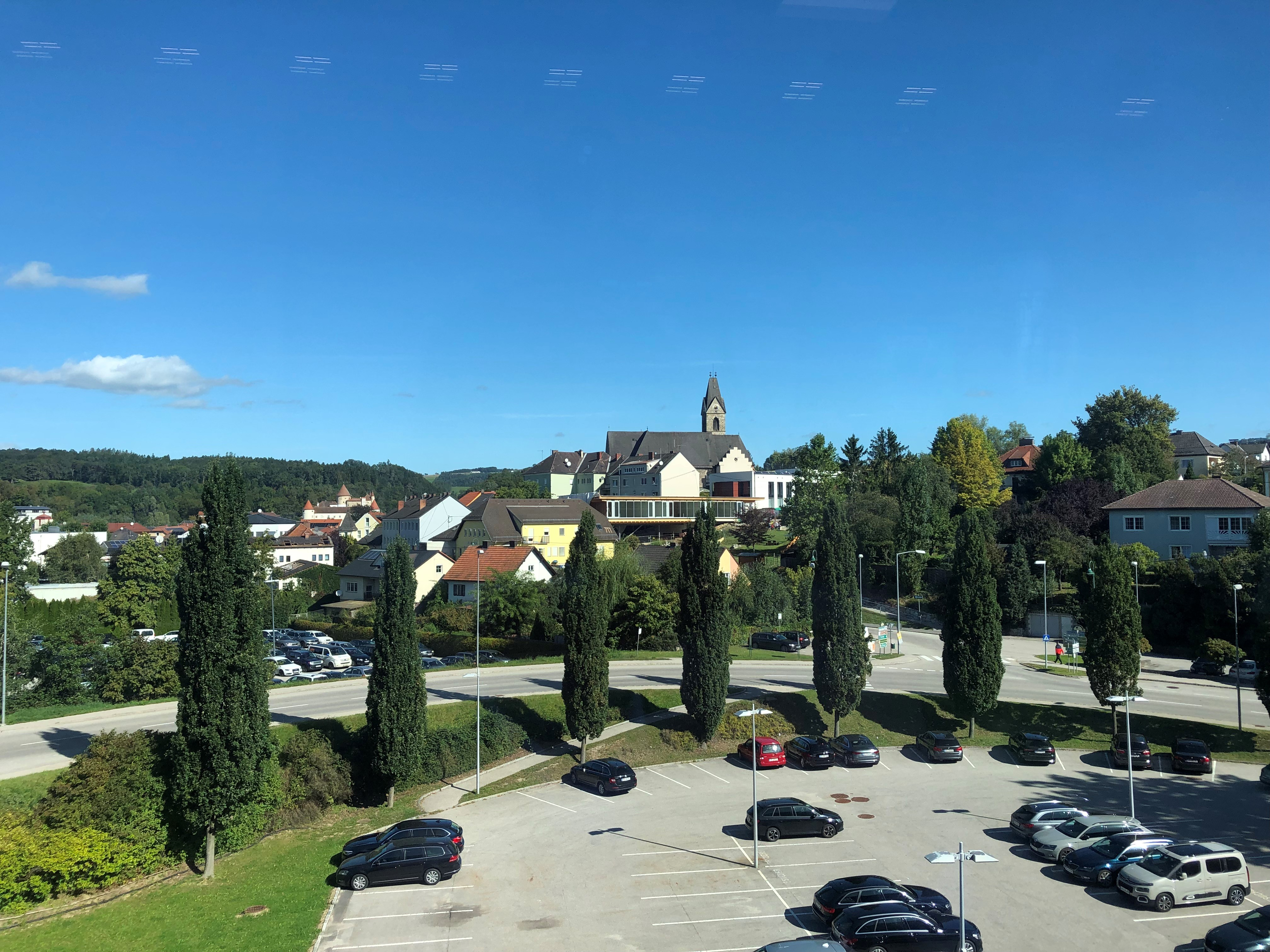
Ansicht der Gemeinde Schwertberg

Schwertberg liegt auf 268 m Höhe im Mühlviertel. Die Ausdehnung beträgt von Nord nach Süd 5,5 und von West nach Ost 6,4 Kilometer. Die Gesamtfläche umfasst 18,79 Quadratkilometer. Davon sind 33 Prozent bewaldet, 47 Prozent der Fläche werden landwirtschaftlich genutzt.
Nächst der Ortschaft Lina liegt die durch Wanderwege erschlossene Erhebung Weltstein.

### Gemeindegliederung
| Katastralgemeinden                        | Ortschaften in der Gemeinde |
| ----------------------------------------- | --- |
| Schwertberg (9,70 km²) Windegg (9,08 km²) | Aiser (R) · Aisting (R) Furth (R) Am Dachsberg (Sdlg) · Doppl (ZH) Hochreith (ZH) Josefstal (R) · Lina (R) · Obenberg Loitzenberg (W) Schwertberg (M) Poneggen (D) Unterjosefstal (E) · Windegg (R) Gastall (R) Winden (D) Stegfeld (W) |
| Legende                                   | |

| In der Spalte Katastralgemeinden sind sämtliche Katastralgemeinden einer Gemeinde angeführt. In der Klammer ist die jeweilige Fläche in km² angegeben. |
| In der Spalte Ortschaften sind sämtliche von der Statistik Austria erfassten Siedlungen, die auch eine eigene Ortschaftskennziffer aufweisen, angeführt. In der Hierarchieebene derselben Spalte, rechts eingerückt, werden nur Ansiedlungen, die mindestens aus mehreren Häusern bestehen, dargestellt. Die wichtigsten der verwendeten Abkürzungen sind: - M = Hauptort der Gemeinde - Stt = Stadtteil - R = Rotte - W = Weiler - D = Dorf - ZH = Zerstreute Häuser - Sdlg = Siedlung - Hgr = Häusergruppe - E = Einzelgehöft (nur wenn sie eine eigene Ortschaftskennziffer haben) Die komplette Liste der Statistik Austria ist in: Topographische Siedlungskennzeichnung nach STAT Zu beachten ist, dass manche Orte unterschiedliche Schreibweisen haben können. So können sich Katastralgemeinden anders schreiben als gleichnamige Ortschaften bzw. Gemeinden. Quelle: Statistik Austria – |

Das Gemeindegebiet umfasst folgende Ortschaften (in Klammern Einwohnerzahl Stand 1. Jänner 2025):
- Aiser (164)
- Aisting (431) samt Furth
- Am Dachsberg (61)
- Doppl (116) samt Hochreit
- Josefstal (27)
- Lina (120)
- Obenberg (21) samt Loitzenberg
- Schwertberg (3979) samt Poneggen
- Unterjosefstal (7)
- Windegg (270) samt Gastall
- Winden (280) samt Stegfeld

Die Ortschaften sind in weitere Ortsteile gegliedert.
Die Gemeinde gehört zum Gerichtsbezirk Perg.

### Nachbargemeinden
|            | Tragwein                                    |               |
| Ried       | Kompassrose, die auf Nachbargemeinden zeigt | Allerheiligen |
| Mauthausen | Naarn                                       | Perg          |

## Geschichte

### Ortsgeschichte
Am 25. November 1287 wurde „Swertberg“ als Forum (= Markt) in einer Urkunde des Herzog Albrecht I. erstmals erwähnt. Der Ort gehörte damals zur Regensburger Herrschaft Windegg, die im Lehensbesitz Leutholds I. von Kuenring war.
Zwischen 1357 und 1570 hieß der Markt „Schwerdberg“ und bekam dann unter dem neuen Besitzer Hans Tschernembl den Namen Schwertberg.
Ursprünglich im Ostteil des Herzogtums Bayern liegend, gehörte der Ort seit dem 12. Jahrhundert zum Herzogtum Österreich. Seit 1490 wird er dem Fürstentum Österreich ob der Enns zugerechnet.
Von 1659 bis 1664 wurde in größerem Stil Tabak angebaut, dessen Marktwert in den Folgejahren jedoch stark zurückging.
1715 und 1822 stand Schwertberg in Flammen, fast der gesamte Markt wurde dabei vernichtet. Während des Donauhochwassers 2002 wurde die Marktgemeinde vom hochwasserführenden Donauzufluss Aist stark in Mitleidenschaft gezogen. Die Aufbauarbeiten dauerten mehr als ein Jahr.
Während der Napoleonischen Kriege war der Ort mehrfach besetzt.
Seit 1918 gehört der Ort zum Bundesland Oberösterreich. 1935 starb auf Schloss Schwertberg Erzherzogin Alicia, die letzte Großherzogin von Toskana.
Nach dem Anschluss Österreichs an das Deutsche Reich am 13. März 1938 gehörte der Ort zum Gau Oberdonau. Nach 1945 erfolgte die Wiederherstellung Oberösterreichs. Schwertberg spiele eine wesentliche Rolle im NS-Kriegsverbrechen der Mühlviertler Hasenjagd. Gefundene Flüchtlinge aus dem KZ Mauthausen wurden im Innenhof des noch heute bestehenden Gemeindeamtes erschossen. Als bekannteste Widerstandskämpferin aus Schwertberg gilt Anna Langthaler, welche zwei russische Kriegsgefangene, Michail Rybtschinskij und Nikolai Zimkolo für drei Monate auf ihrem Hof versteckte. Ihre Tochter Anna Hackl, Trägerin des Goldenen Ehrenzeichens für Verdienste um die Republik Österreich, erzählt als Zeitzeugin die Erlebnisse an Schulen und Gedenkveranstaltungen.

### Bewohnerentwicklung
Ab den ersten Jahren nach dem Zweiten Weltkrieg veränderte sich das Ortsbild in großem Ausmaß. Nun wird nicht nur im Marktkern eifrig gebaut, die Häuserreihen ziehen sich auch weiter in die Ebene hinaus besetzen Höhenzüge und die Flanken. Im Jahr 1995 zählt der Gemeindekern mehr als 600 Gebäude (um das Jahr 1930 waren es 200), Randzonen nicht miteinbezogen.
Von den 1100 Gebäuden im gesamten Gemeindegebiet sind nur rund 300 älter als 50 Jahre. Allein in der Zeit von 1961 bis 1971 wurden 200 Häuser errichtet.
Quelle: Statistik Austria

## Kultur und Sehenswürdigkeiten

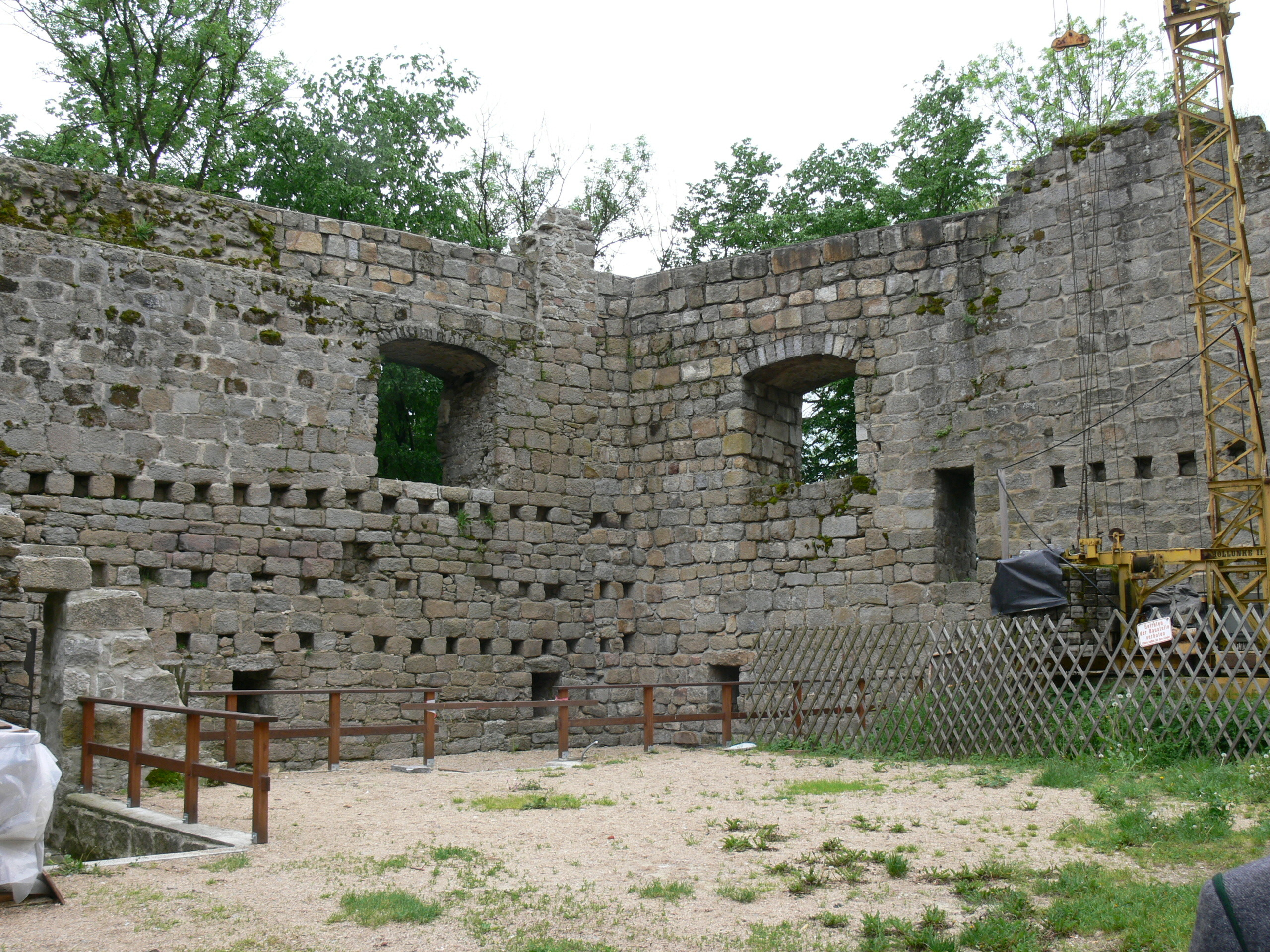
Burgruine Windegg

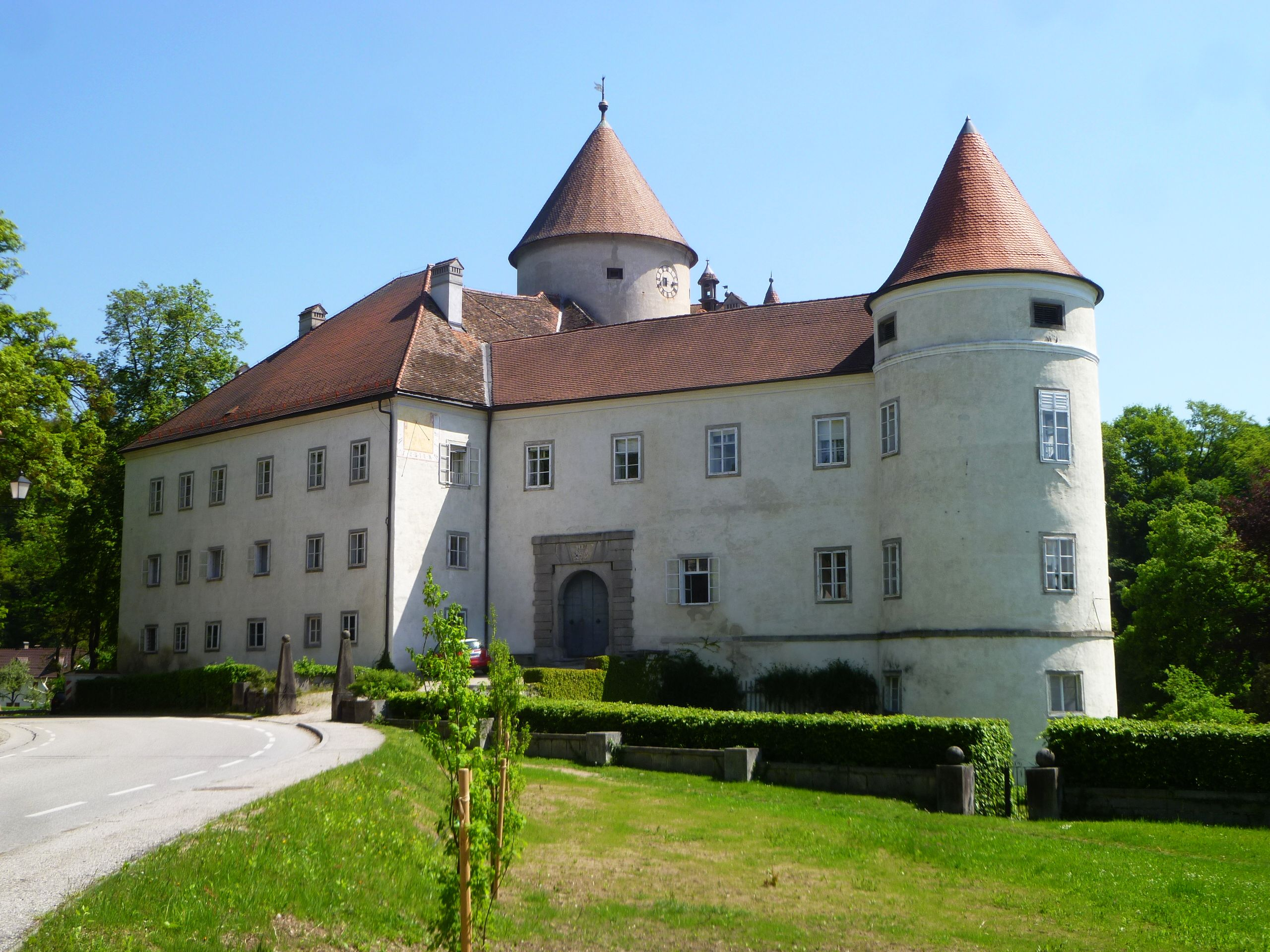
Schloss Schwertberg

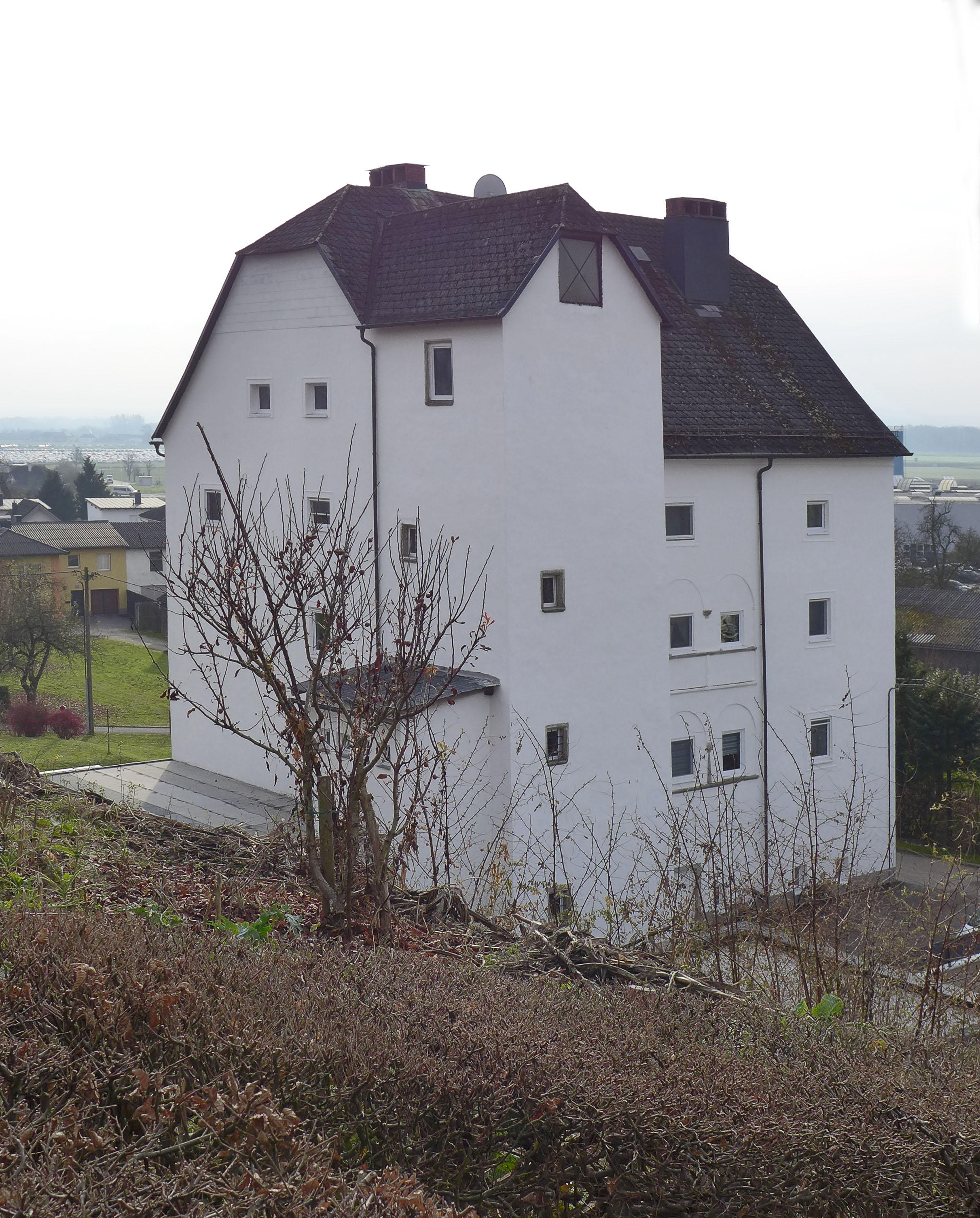
Schloss Poneggen

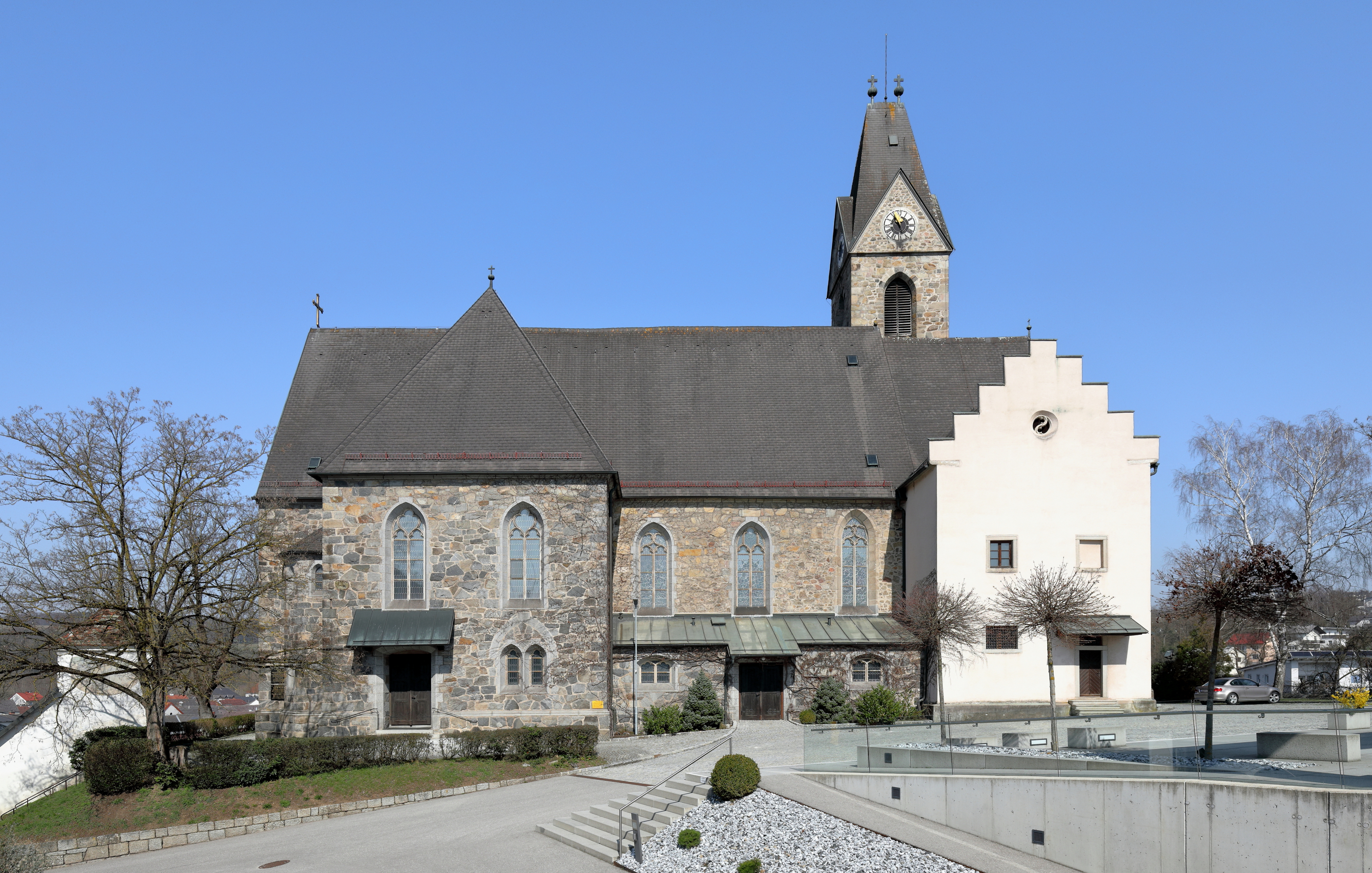
Pfarrkirche Schwertberg

1965 wurde im aufgelassenen Steinbruch auf der Aiser von der Laienspielgruppe Schwertberg, heute Verein Aiser-Bühne Schwertberg, eine Freilichtbühne eingerichtet. Seit der Gründung wurden bereits mehr als 2.400 Veranstaltungen abgewickelt, darunter die Aufführung von 60 Theaterstücken und 30 Märchenspiele.
Seit 2012 ist in dem zum Schloss Schwertberg gehörenden Meierhof das Kultur Zentrum Meierhof Schwertberg angesiedelt. Am Programm stehen Ausstellungen zeitgenössischer Kunst, Lesungen, Konzerte, Filmvorführungen und Workshops.
Kulturhaus Lichtenwagner unterhalb der Burgruine Windegg.

### Bauwerke
- Burgruine Windegg: im 12. Jahrhundert errichtet, in den 1980er-Jahren vom Verein Arbeitskreis Windegg renoviert. In der Ortschaft Windegg nördlich von Schwertberg.
- Schloss Schwertberg: erstmalige Erwähnung 1327. Am Ortsrand am Aistfluss. Privatbesitz
- Schloss Poneggen: im 13. Jahrhundert erstmals erwähnt. In der Ortschaft Poneggen westlich von Schwertberg. Privatbesitz
- Katholische Pfarrkirche Schwertberg Hll. Philippus und Jakobus
- Villa Friedegg: erbaut 1842–44. Am Ortsrand. Privatbesitz

## Wirtschaft und Infrastruktur
Schwertberg ist der Sitz der österreichischen Kaolin- und Montanindustrie Aktiengesellschaft (KAMIG), des größten Kaolin Abbauunternehmen in Österreich. Die Betriebsstätte befindet sich in Kriechbaum-Weinzierl und umfasst die Gemeinden Allerheiligen im Mühlkreis, Perg, Schwertberg und Tragwein. 2004 wurden 16.345 Tonnen Reinkaolin im Tagbau oder im Grubenbau gewonnen.

### Ansässige Unternehmen
In Schwertberg befinden sich die Stammwerke zweier großer und international tätiger Unternehmen:
- Engel-Maschinenbau, ein Hersteller von Spritzgießmaschinen
- Hödlmayr International AG, spezialisiert auf Automobillogistik

### Verkehr

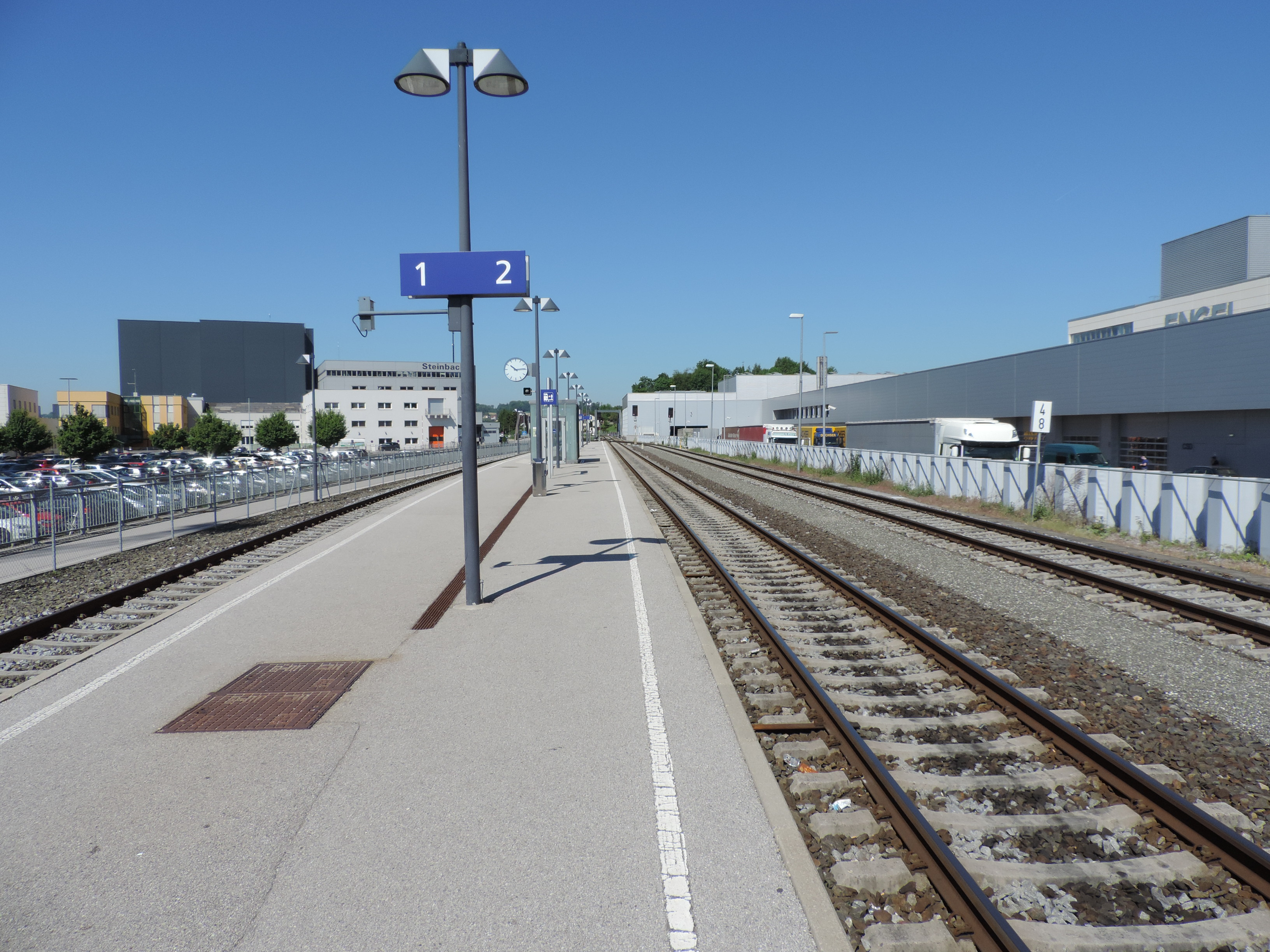
Bahnhof Schwertberg

- Eisenbahn: Von Schwertberg gibt es Bahnverbindungen nach St. Valentin, Enns und Linz.[8]
- Straße: Die wichtigste Straßenverbindung ist die im Süden der Gemeinde verlaufende Donau Straße B3.

## Politik

### Gemeinderat
Der Gemeinderat hat 31 Mitglieder.
- Mit den Gemeinderats- und Bürgermeisterwahlen in Oberösterreich 1997 hatte der Gemeinderat folgende Verteilung: 17 SPÖ, 9 ÖVP und 5 FPÖ.[9]
- Mit den Gemeinderats- und Bürgermeisterwahlen in Oberösterreich 2003 hatte der Gemeinderat folgende Verteilung: 17 SPÖ, 10 ÖVP, 3 GRÜNE und 1 FPÖ.[10]
- Mit den Gemeinderats- und Bürgermeisterwahlen in Oberösterreich 2009 hatte der Gemeinderat folgende Verteilung: 14 SPÖ, 11 ÖVP,  3 FPÖ und 3 GRÜNE.[11]
- Mit den Gemeinderats- und Bürgermeisterwahlen in Oberösterreich 2015 hatte der Gemeinderat folgende Verteilung: 15 ÖVP, 11 SPÖ, 3 FPÖ und 2 GRÜNE.[12]
- Mit den Gemeinderats- und Bürgermeisterwahlen in Oberösterreich 2021 hat der Gemeinderat folgende Verteilung: 18 ÖVP, 8 SPÖ, 3 GRÜNE und 2 FPÖ.[13]

### Bürgermeister
Bürgermeister seit 1850 waren:
Windegg
- 1850–1858 Franz Paraider
- 1858–1861 Philipp Knoll
- 1861–1864 Johann Hochreiter
- 1864–1873 Josef Brunner
- 1873–1879 Josef Hochreiter
- 1879–1882 Michael Gerstmayer
- 1882–1894 Georg Hochreiter
- 1894–1897 Johann Hofstätter
- 1897–1900 Franz Moser
- 1900–1903 Karl Hochreiter
- 1903–1909 Michael Gerstmayer
- 1909–1919 Karl Spraiter
- 1919–1924 Karl Spreitzer
- 1924–1932 Franz Trauner

Schwertberg
- 1850–1864 Johann Ozlberger
- 1864–1867 Josef Diernhofer
- 1867–1870 Franz Schreiner
- 1870–1873 Norbert Paumgartner
- 1873–1876 Franz Iserle
- 1876–1877 Johann Grabner
- 1877–1879 Norbert Paumgartner
- 1879–1882 Franz Schreiner
- 1882–1900 Anton Klinger
- 1900–1919 Josef Pepöck
- 1919–1933 Alfred Schicker
- 1933–1934 Josef Pepöck
- 1934–1938 Franz Moser
- 1938–1938 Josef Fries
- 1938–1941 Anton Villgrattner
- 1941–1945 Ferdinand Simader
- 1945–1945 Emmerich Billensteiner
- 1945–1946 Leopold Traxler
- 1946–1968 Karl Hinterleitner
- 1968–1985 Heinrich Achhorner
- 1985–2009 Kurt Gaßner (SPÖ)
- 2009–2015 Marianne Gusenbauer (SPÖ)
- seit 2015 Max Oberleitner (ÖVP)

### Wappen
Folgendes Gemeindewappen wurde 1972 verliehen: In Schwarz über einem goldenen Dreiberg ein silbernes, schräggestelltes Schwert. Die Gemeindefarben sind Grün-Weiß-Grün.

### Partnergemeinden
Deutschland: Seit 1987 besteht mit der bayerischen Gemeinde Schiltberg eine offizielle Partnerschaft.

## Persönlichkeiten

### Ehrenbürger der Gemeinde
- 2018: Gerhard Merckens, Unternehmer und Gemeindepolitiker[15]

### Söhne und Töchter der Gemeinde
- Karl Ludwig Diernhofer (1895–1980), Veterinärmediziner und Universitätsprofessor
- Evelyn Engleder, Schauspielerin und Moderatorin
- Franz Moser (1901–1975), Landwirt und Politiker, Gemeinderat und Vizebürgermeister, Nationalratsabgeordneter (1945 bis 1949),
- Anna Hackl, geb. Langthaler, Altbäuerin
- Johann Hödlmayr (1928–2011), Unternehmer
- Adolf Kloska (1920–1964), Bildhauer
- Rudolf Luftensteiner (* 1957), römisch-katholischer Theologe
- Friedrich Schmiedl (1902–1994), Raketenpionier und der Erfinder der Raketenpost
- Julius Strnadt (1833–1917), Begründer des OÖ. Landesarchivs
- Norbert Graf Thürheim, Verteidiger gegen die Türken in Ungarn, fällt 1788
- Gräfin Constantine Thürheim, Frau von Andreas Fürst Rasumofsky
- Ludovika Gräfin Thürheim-Thiron (1788–1864), Landschafts und Porträtmalerin, Schriftstellerin (Erinnerungen aus Österreichs großer Welt)
- Georg Erasmus von Tschernembl (1567–1626), Protestantenführer im Dreißigjährigen Krieg
- Bernhard Zeller, Raubritter auf Schloss Schwertberg, wurde 1521 hingerichtet